# Władysław Markiewicz
Władysław Markiewicz (2 janvier 1920 – 18 janvier 2017) est un sociologue polonais ; professeur à l'université Adam-Mickiewicz à Poznań à partir de 1966, et à l'université de Varsovie à partir de 1972, directeur de Ła Western Institute (Instytut Zachodni) à Poznań pendant les années 1966–1973, et devient membre de l'Académie polonaise des sciences en 1972.
Il a été le secrétaire de la Division des Sciences sociales de l'Académie polonaise des sciences à partir de 1972, éditeur-en-chef de Studia Socjologiczne (Études sociologiques), président du Komitet Polska 2000 PAN en 1980. De 1969 à 1972, il a été président de l'Association Sociologique Polonaise (en).

## Domaines d'activités
Ses principales aires d'intérêts sont la sociologie du travail et de l'industrie, sociologie de la nation, et des relations politiques.

## Publications
- Przeobrażenia świadomości narodowej reemigrantów polskich z Francji (Evolution of the national consciousness of the Polish reemigrants from France)
- Społeczne procesy uprzemysłowienia, 1962 (Social processes of industrialization)
- Społeczeństwo i socjologia w NRF, 1966 (Society and sociology in Western Germany)
- Socjologia a słuzba społeczna, 1972 (Sociology and public service)
- Stan i perspektywy rozwoju nauk humanistycznych, 1973 (The state and prospects of development of the humanist sciences)
- Przemiany w strukturze społecznej Polski Ludowej, 1982 (Social structure changes in the People's Poland)